# Hexatoma nigra
Hexatoma nigra är en tvåvingeart som beskrevs av Pierre André Latreille 1809. Hexatoma nigra ingår i släktet Hexatoma och familjen småharkrankar. Inga underarter finns listade i Catalogue of Life.